# Yamagishi Satoru
Yamagishi Satoru (sinh ngày 3 tháng 5 năm 1983) là một cầu thủ bóng đá người Nhật Bản.

## Đội tuyển bóng đá quốc gia Nhật Bản
Yamagishi Satoru thi đấu cho đội tuyển bóng đá quốc gia Nhật Bản từ năm 2006 đến 2008.

## Thống kê sự nghiệp
| Đội tuyển bóng đá Nhật Bản | Đội tuyển bóng đá Nhật Bản | Đội tuyển bóng đá Nhật Bản |
| Năm                        | Trận                       | Bàn                        |
| -------------------------- | -------------------------- | -------------------------- |
| 2006                       | 3                          | 0                          |
| 2007                       | 5                          | 0                          |
| 2008                       | 3                          | 0                          |
| Tổng cộng                  | 11                         | 0                          |